# Kęczewo
Kęczewo (prononciation : [kɛnˈt͡ʂɛvɔ]) est un village polonais de la gmina de Dzierzgowo dans le powiat de Mława de la voïvodie de Mazovie dans le centre-est de la Pologne.
Il se situe à environ 4 kilomètres au nord de Lipowiec Kościelny (siège de la gmina), 14 kilomètres à l'ouest de Mława (siège du powiat) et à 117 kilomètres au nord-ouest de Varsovie (capitale de la Pologne).
Le village compte approximativement une population de 400 habitants en 2007.

## Histoire
De 1975 à 1998, le village appartenait administrativement à la voïvodie de Ciechanów.